# Ray LaHood
Raymond H. LaHood, dit Ray LaHood, né le 6 décembre 1945 à Peoria (Illinois), est un homme politique américain. Membre du Parti républicain, il est élu du 18e district congressionnel de l'Illinois à la Chambre des représentants des États-Unis de 1995 à 2009, puis secrétaire aux Transports des États-Unis entre 2009 et 2013 dans l'administration du président Barack Obama.

## Biographie
Ray LaHood est un Arabe américain de religion catholique maronite né à Peoria dans l'Illinois. Muni d'un diplôme d'enseignant, il fut professeur de lycée, directeur du bureau des services de la jeunesse du comté de Rock Island et assistant des représentants Tom Railsback et Robert Michel. Il commence réellement une carrière politique en se faisant élire en 1982 pour un mandat à la Chambre des représentants de l'Illinois.
En 1994, LaHood succède à Robert Michel à la Chambre des représentants des États-Unis. Il est sans cesse réélu jusqu'en 2006, année où il obtient 67 % des voix contre 33 % au candidat démocrate Steve Waterworth. Il est membre du Republican Main Street Partnership qui regroupe les républicains centristes. Il préside notamment la procédure de vote de l'impeachment contre le président Bill Clinton. Il ne se représente pas en 2008, annonçant alors son retrait de la vie publique pour janvier 2009. Son fils, Sam Lahood, est alors membre de la campagne présidentielle de John McCain.
Le 19 décembre 2008, le président élu Barack Obama annonce que Ray LaHood sera son secrétaire aux Transports dans sa prochaine administration, faisant de ce dernier le seul membre du Parti républicain de son gouvernement (le secrétaire à la Défense Robert Gates, considéré comme étant républicain, n'est cependant pas membre du parti et est officiellement inscrit sur les listes électorales comme électeur indépendant ; Chuck Hagel, républicain, devient par la suite secrétaire à la Défense). Le choix de LaHood est néanmoins contesté dans la presse en raison de son expérience limitée dans le domaine des transports, laissant augurer un rôle accru de la Commission sur les transports de la Chambre des représentants.
Le 29 janvier 2013, il annonce qu'il démissionnerait de son poste de secrétaire aux Transports une fois que son successeur serait confirmé par le Sénat. Anthony Foxx, alors maire élu de Charlotte (Caroline du Nord), lui succède.
Depuis 2016, il siège au Comité de conseil en politique publique d'Uber.
Il soutient Joe Biden à l'élection présidentielle de 2020 contre son parti par opposition à Donald Trump.